# Barrio Universitario (Temuco)
El Barrio Universitario de Temuco, es una zona característica por su historia y arquitectura colonial alemana, y por poseer una identidad cultural asociada a la función que cumple actualmente como boulevard comercial y universitario. Está ubicado en la Avenida Alemania, en la comuna de Temuco, Región de la Araucanía, Chile.

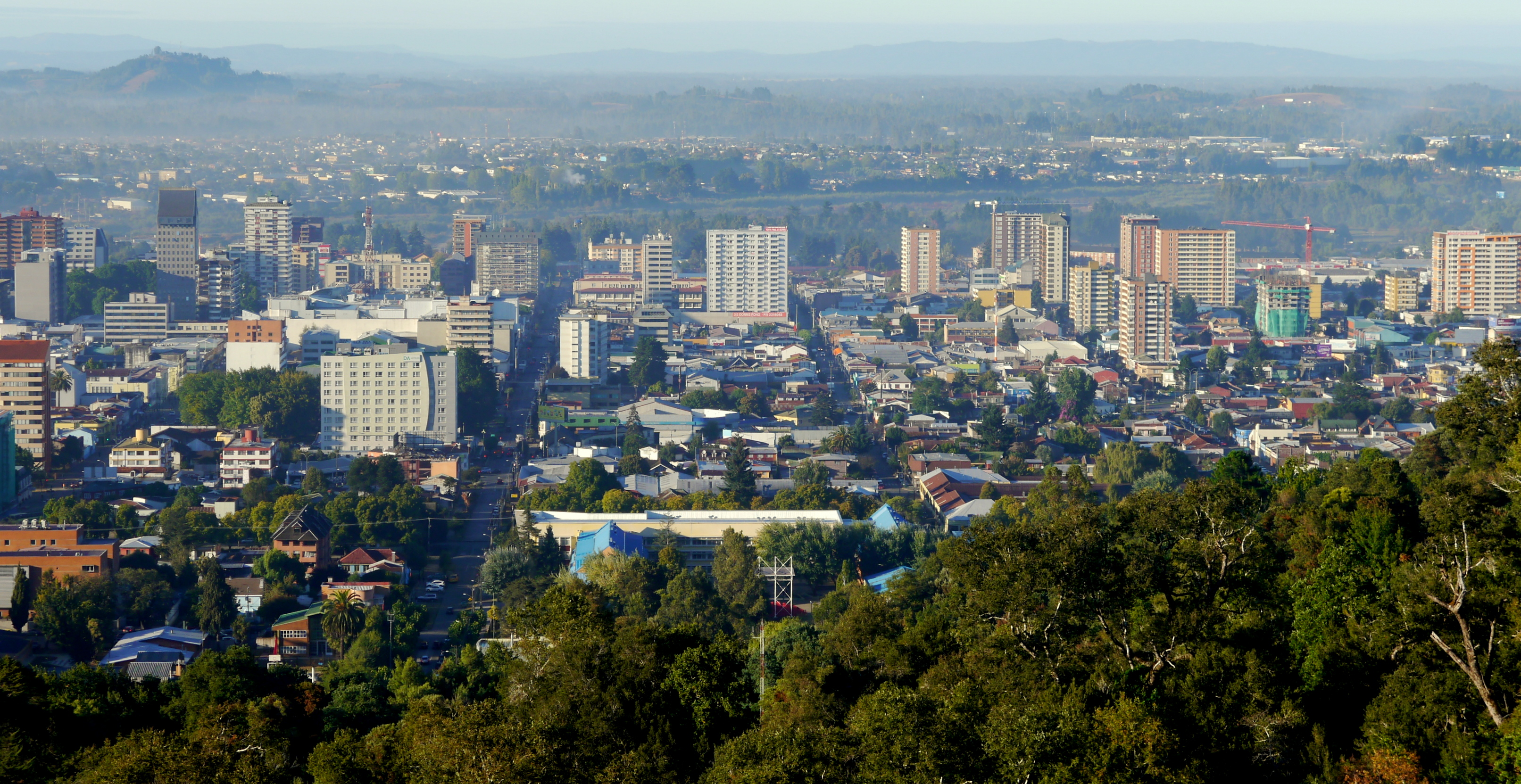
Vista de Temuco desde el Cerro Ñielol.

## Historia
Inicialmente, la Avenida Alemania fue producto de la parcelación de quintas ocupadas por colonos alemanes La avenida se fue transformando hacia el siglo XX en un barrio residencial habitado por las familias más adineradas e influyentes de la región, ejemplo de aquello es la Casa Thiers, que actualmente alberga el Museo Regional de la Araucanía.
Hacia finales de 1990, las familias comenzaron a vender los terrenos y sus grandes dimensiones facilitaron que la Avenida comenzara a transformarse en un boulevard comercial y universitario. Actualmente es posible encontrar diversos locales comerciales, oficinas, iglesias, colegios y diferentes universidades. 

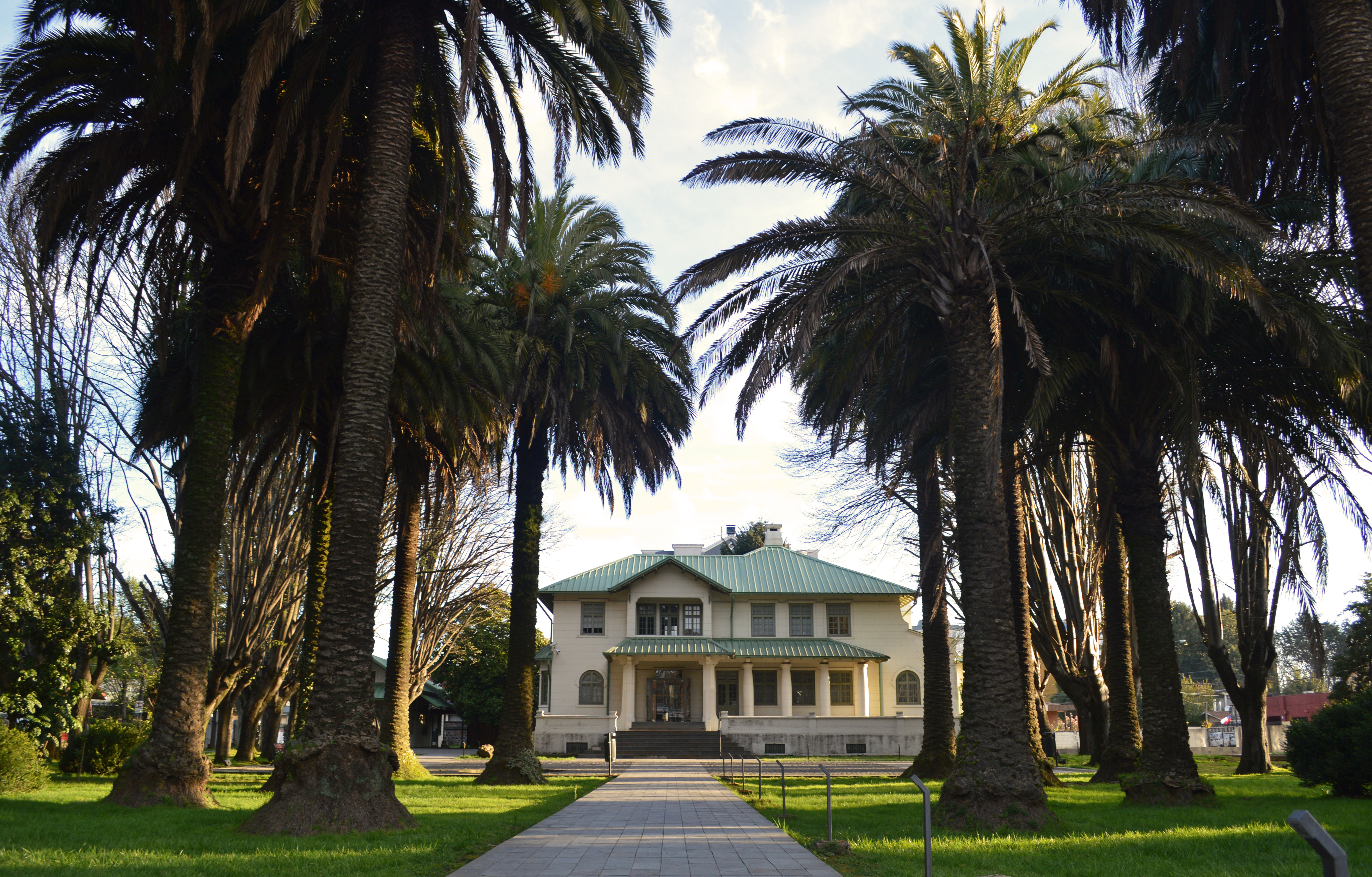
Museo Regional de la Araucanía (Casa Thiers).

## Arquitectura
Históricamente fue diseñado como un sector residencial de casas quintas pertenecientes a colonos alemanes, por lo que su estilo arquitectónico corresponde al de la arquitectura colonial alemana. Su modelo urbano, mientras tanto, responde al de ciudad jardín. 

## Universidades e Institutos
Dentro de la Avenida se encuentra la Universidad Católica de Temuco, su Campus San Francisco y el Campus Monseñor Alejandro Menchaca Lira. Está ubicada, además, la Universidad Autónoma de Chile, la Universidad Mayor, y el Instituto Profesional AIEP. De igual manera es posible ubicar el Preuniversitario Pedro de Valdivia, El Preuniversitario de Chile Cpech, y el reciente Preuniversitario de Profesores.

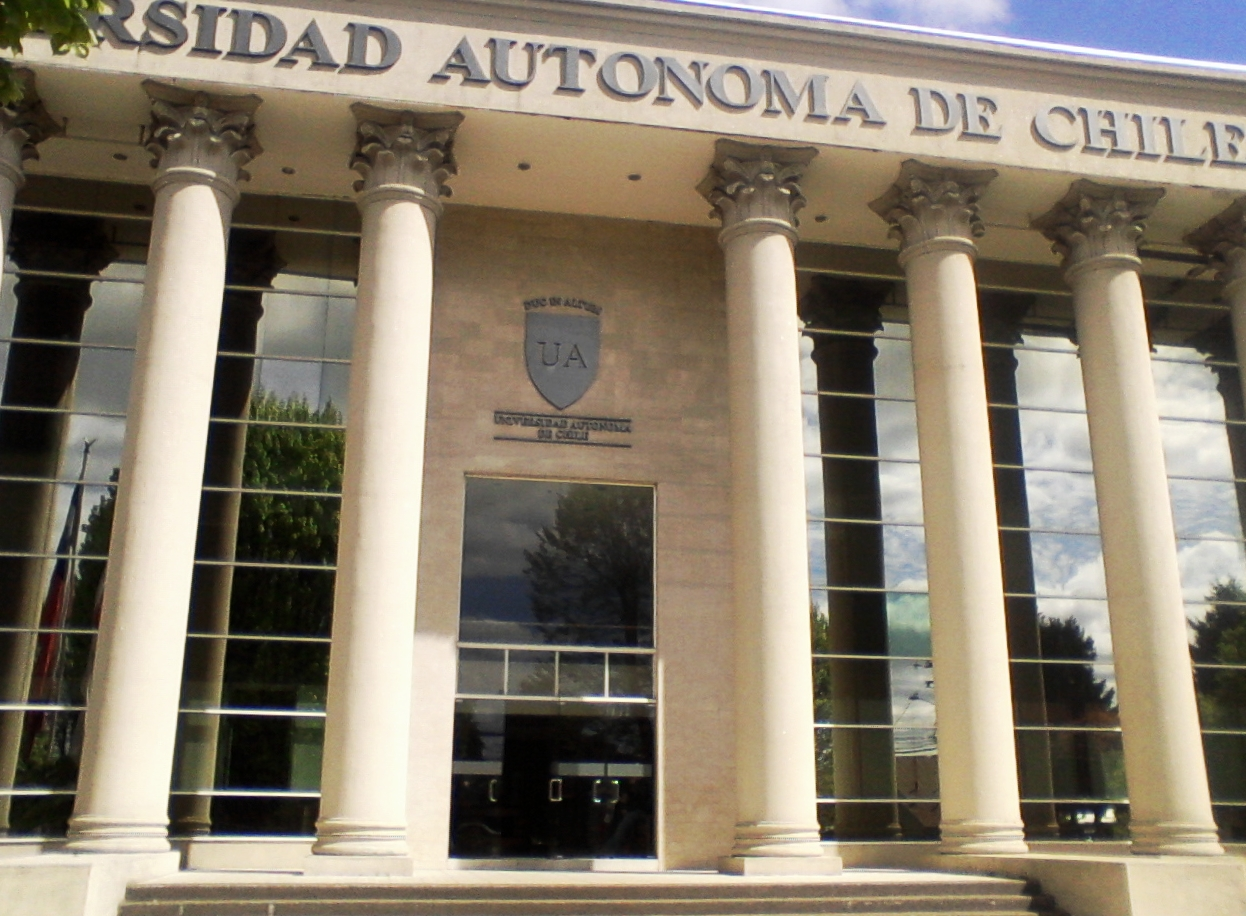
Universidad Autónoma de Chile, sede Temuco, Av. Alemania.